# Disciples of Power
Disciples of Power ist eine kanadische Death- und Thrash-Metal-Band aus Edmonton, die im Jahr 1985 gegründet wurde, sich 2002 auflöste und 2012 wieder zusammenfand.

## Geschichte
Die Band wurde im Jahr 1985 in Medicine Hat gegründet, nachdem sich die Band Warthorn aufgelöst hatte. Gründer Hart Bachmier verlegte den Standpunkt der Band im Jahr 1987 nach Edmonton. Nachdem im Jahr 1988 die ersten beiden Demos veröffentlicht wurden, war die Band auf der Kompilation Writing In Stone enthalten. Dadurch erreichte die Band einen Vertrag mit Fringe Records und verlegte ihren Sitz nach Ottawa. Im Jahr 1989 erschien das Debütalbum Powertrap, bevor die Band eine Tour durch Kanada abhielt. Danach begab sich die Band nach Vancouver, wie sie ein Musikvideo zu dem Lied Crisis aufnahm. Danach verlegte die Band ihren Sitz erneut nach Edmonton, wo die Aufnahme des zweiten Albums Ominous Prophecy folgte. Der Veröffentlichung folgten weitere Touren. Außerdem wurde für das Lied Nature's Fury ein Musikvideo aufgenommen. Im Jahr 1993 folgte das dritte Album Invincible Enemy bei ihrem eigenen Label Mindtgash Records. Außerdem veröffentlichten sie bei diesem Label eine überarbeitete Fassung ihres Debütalbums. Das Lied The Brutal Re-Mix von diesem Album erhielt außerdem auch ein Musikvideo. Im Jahr 1996 folgte das vierte Album Mechanikill. In den Folgejahren ging die Band nur noch sporadisch auf Tour, da sich die Mitglieder nun auch anderen Musikprojekten widmeten. Zudem ereigneten sich auch diverse Wechsel in der Besetzung. Im Jahr 2002 löste sich die Band auf und fand im Jahr 2012 wieder zusammen.

## Stil
Die Band spielte anfangs technisch leicht anspruchsvollen Thrash- und Speed-Metal mit leichten Hardcore-Einflüssen. Die weiteren Veröffentlichungen wurden technisch noch anspruchsvoller, wobei sich der Thrash Metal nun auch mit Death Metal vermischte.

## Diskografie
- Power of Death (Demo, 1988, Eigenveröffentlichung)
- Power Trap (Demo, 1988, Eigenveröffentlichung)
- Cthulu (Demo, 1988, Eigenveröffentlichung)
- Powertrap (Album, 1989, Fringe Records)
- Ominous Prophecy (Album, 1992, Fringe Records)
- Cover-Up (Single, 1992, Eigenveröffentlichung)
- Invincible Enemy (Album, 1993, Mindtgash Records)
- Advance Demo 1993 (Demo, 1993, Eigenveröffentlichung)
- Mechanikill (Album, 1996, Mindtgash Records)
- In Dust We Trust (Album, 2002, Mindtgash Records)